# Frank Leen
Frank Leen, né à Lommel le 4 octobre 1970, est un joueur de football belge aujourd'hui retraité. Il évoluait comme milieu de terrain et a disputé l'intégralité de sa carrière dans son pays natal. Il compte un titre de champion de Belgique, une Coupe de Belgique et deux Supercoupe de Belgique à son palmarès.

## Carrière
Frank Leen s'affilie dès l'enfance au KFC Lommelse SK, le club de sa ville natale, Lommel. Il intègre l'équipe première du club, qui milite en Division 2 en 1987 et dispute quinze rencontres en championnat. En fin de saison, il est transféré par le FC Malines, un des grands clubs du pays à l'époque, qui vient de remporter la Coupe des vainqueurs de coupe. Malgré son statut de réserviste, le jeune joueur participe à plus de vingt rencontres durant sa première saison à Malines, dont deux en Coupe des vainqueurs de coupe où le club atteint cette fois les demi-finales. En championnat, l'équipe remporte le titre national pour la première fois depuis plus de quarante ans. Les deux saisons suivantes sont plus difficiles pour le joueur, qui doit se contenter de quelques apparitions en équipe première.
À partir de la saison 1991-1992, Frank Leen reçoit plus de temps de jeu et devient au fil des semaines un joueur important dans l'équipe. Il inscrit son premier but professionnel lors d'une victoire 6-0 contre le Cercle de Bruges le 28 septembre 1991 et dispute la finale de la Coupe de Belgique cette année-là, perdue aux tirs au but face à l'Antwerp. Il devient alors un titulaire inamovible dans le onze de base malinois, notamment à cause des départs de plusieurs cadres après le retrait de l'ex-président John Cordier en 1993. Il joue encore un huitième de finale en Coupe UEFA 1993-1994 mais le club recule ensuite dans la hiérarchie nationale et ne parviendra plus à se qualifier pour une compétition européenne par la suite. Pire, en 1997, l'équipe échoue à l'avant-dernière place du classement final, synonyme de relégation en Division 2.
Frank Leen n'accompagne pas ses équipiers à l'échelon inférieur. À la place, il est recruté par le Lierse, récent champion national, où il doit remplacer le jeune russe Denis Kliouev, parti à Schalke. Il s'impose d'emblée dans sa nouvelle équipe, avec laquelle il remporte la Supercoupe 1997 et participe à la Ligue des champions. Au terme de sa deuxième saison au Lierse, il remporte la Coupe de Belgique 1999 contre le Standard de Liège, suivi quelques semaines plus tard par une seconde Supercoupe. Il dispute également deux fois la Coupe UEFA, en 1999-2000 et en 2000-2001 mais le club ne franchit pas le premier tour. En mars 2002, la direction ne lui offre pas de prolongation de contrat et il est écarté du onze de base par l'entraîneur Emilio Ferrera. En fin de saison, il quitte donc le club lierrois.
Frank Leen s'engage le 5 septembre 2002 avec le KFC Dessel Sport, en deuxième division. Il dispute 22 rencontres de championnat et permet à son club de terminer à la neuvième place, à l'abri de la zone de relégation. Malgré cette bonne saison, il décide de prendre sa retraite sportive au terme de la compétition.

## Palmarès
- 1 fois champion de Belgique en 1989 avec le FC Malines.
- 1 fois vainqueur de la Coupe de Belgique en 1999 avec le Lierse.
- 2 fois vainqueur de la Supercoupe de Belgique en 1997 et 1999 avec le Lierse.

## Statistiques
| Saison                | Club                  | Championnat           | Championnat | Championnat | Coupe nationale | Coupe nationale | Coupe de la Ligue | Coupe de la Ligue | Supercoupe | Supercoupe | Compétition(s) continentale(s) | Compétition(s) continentale(s) | Compétition(s) continentale(s) | Total | Total |
| Saison                | Club                  | Division              | M.          | B.          | M.              | B.              | M.                | B.                | M.         | B.         | Comp.                          | M.                             | B.                             | M.    | B.    |
| 1987-1988             | KFC Lommelse SK       | Division 2            | 15          | 0           | 0               | 0               | 0                 | 0                 | 0          | 0          | -                              | 0                              | 0                              | 15    | 0     |
| Sous-total            | Sous-total            | Sous-total            | 15          | 0           | 0               | 0               | 0                 | 0                 | 0          | 0          | -                              | 0                              | 0                              | 15    | 0     |
| 1988-1989             | FC Malines            | Division 1            | 16          | 0           | 0               | 0               | 0                 | 0                 | 0          | 0          | C2                             | 2                              | 0                              | 18    | 0     |
| 1989-1990             | FC Malines            | Division 1            | 5           | 0           | 1               | 0               | 0                 | 0                 | 0          | 0          | C1                             | 0                              | 0                              | 6     | 0     |
| 1990-1991             | FC Malines            | Division 1            | 11          | 0           | 2               | 0               | 0                 | 0                 | 0          | 0          | C3                             | 0                              | 0                              | 13    | 0     |
| 1991-1992             | FC Malines            | Division 1            | 24          | 1           | 6               | 0               | 0                 | 0                 | 0          | 0          | C3                             | 2                              | 0                              | 32    | 1     |
| 1992-1993             | FC Malines            | Division 1            | 31          | 1           | 2               | 0               | 0                 | 0                 | 0          | 0          | C3                             | 3                              | 0                              | 36    | 1     |
| 1993-1994             | FC Malines            | Division 1            | 33          | 2           | 1               | 1               | 0                 | 0                 | 0          | 0          | C3                             | 5                              | 1                              | 39    | 4     |
| 1994-1995             | FC Malines            | Division 1            | 27          | 0           | 3               | 0               | 0                 | 0                 | 0          | 0          | -                              | 0                              | 0                              | 30    | 0     |
| 1995-1996             | FC Malines            | Division 1            | 32          | 3           | 1               | 0               | 0                 | 0                 | 0          | 0          | -                              | 0                              | 0                              | 33    | 3     |
| 1996-1997             | FC Malines            | Division 1            | 32          | 2           | 2               | 0               | 0                 | 0                 | 0          | 0          | -                              | 0                              | 0                              | 34    | 2     |
| Sous-total            | Sous-total            | Sous-total            | 211         | 9           | 18              | 1               | 0                 | 0                 | 0          | 0          | -                              | 12                             | 1                              | 241   | 11    |
| 1997-1998             | K Lierse SK           | Division 1            | 32          | 2           | 2               | 0               | 2                 | 0                 | 1          | 0          | C1                             | 8                              | 0                              | 45    | 2     |
| 1998-1999             | K Lierse SK           | Division 1            | 30          | 1           | 6               | 0               | 3                 | 0                 | 0          | 0          | -                              | 0                              | 0                              | 39    | 1     |
| 1999-2000             | K Lierse SK           | Division 1            | 32          | 0           | 4               | 0               | 0                 | 0                 | 1          | 0          | C3                             | 2                              | 0                              | 39    | 0     |
| 2000-2001             | K Lierse SK           | Division 1            | 30          | 0           | 1               | 0               | 0                 | 0                 | 0          | 0          | C3                             | 4                              | 0                              | 35    | 0     |
| 2001-2002             | K Lierse SK           | Division 1            | 23          | 2           | 1               | 0               | 0                 | 0                 | 0          | 0          | -                              | 0                              | 0                              | 24    | 2     |
| Sous-total            | Sous-total            | Sous-total            | 147         | 5           | 14              | 0               | 5                 | 0                 | 2          | 0          | -                              | 14                             | 0                              | 182   | 5     |
| 2002-2003             | KFC Dessel Sport      | Division 2            | 22          | 0           | 1               | 0               | 0                 | 0                 | 0          | 0          | -                              | 0                              | 0                              | 23    | 0     |
| Sous-total            | Sous-total            | Sous-total            | 22          | 0           | 1               | 0               | 0                 | 0                 | 0          | 0          | -                              | 0                              | 0                              | 23    | 0     |
| Total sur la carrière | Total sur la carrière | Total sur la carrière | 395         | 14          | 33              | 1               | 5                 | 0                 | 2          | 0          | -                              | 26                             | 1                              | 461   | 16    |